# جوزيف هوارد (لاعب كريكت)
جوزيف هوارد (12 يناير 1871 - 25 يناير 1951) (بالإنجليزية: Joseph Howard)‏ هو لاعب كريكت بريطاني وبريطاني (وحمل سابقاً جنسية المملكة المتحدة لبريطانيا العظمى وأيرلندا). شارك مع منتخب إنجلترا للكريكت.

## وصلات خارجية
- جوزيف هوارد على موقع إي آس بي آن كريك إنفو (الإنجليزية)